# Sporting Athènes (basket-ball féminin)
Maillots
L’AO Sporting Athènes (grec moderne : Αθλητικός Όμιλος Σπόρτιγκ Αθηνών) est un club grec de basket-ball basé à Athènes dans le quartier d’Áno Patíssia, évoluant en Division A1 et possédant le plus beau palmarès féminin du championnat de Grèce. Il s’agit d'une section du club omnisports du Sporting Athènes, fondé en 1936.

## Historique
Le Sporting est le club le plus titré du basket-ball féminin grec, avec 21 titres de champion de Grèce. Pendant la période 1976-1999, l’équipe remporta 20 fois le championnat et remporta son dernier championnat en 2004.
Sur la scène continentale, le Sporting participa deux fois à la Finale à quatre de l’Euroligue, en 1991 et 1992.

## Palmarès
International
- Participation à la Finale à quatre de l’Euroligue : 1991, 1992

National
- Champion de Grèce (21) : 1976, 1977, 1979, 1980, 1981, 1983, 1984, 1985, 1986, 1987, 1988, 1989, 1990, 1991, 1993, 1994, 1995, 1996, 1997, 1999, 2004
- Vainqueur de la Coupe de Grèce (3) : 1996, 1999, 2005